# Grazing in the Grass
«Grazing in the Grass» es un composición instrumental compuesta por Philemon Hou y grabada, por primera vez, por el trompetista sudafricano Hugh Masekela. Fue lanzado en 1968 en los Estados Unidos como sencillo.

## Sencillo
El sencillo se lanzó en varios formatos, para varias regiones.

### Lista de canciones
USA - Vinyl, 7", 45 RPM
- A «Grazing in the Grass» - 2:25
- B «Bajabula Bonke» (The Healing Song) - 3:35

USA & Canadá - Vinyl, LP (1977)
- A «Grazing in the Grass» - 8:14
- A2 «Bache Bula Banka» - 11:35
- B «The Band Began To Play» - 19:04

Francia - Vinyl, 7"
- A «Grazing in the Grass» - 2:25
- B «Bajabula Bonke» (The Healing Song) - 3:35

## Posicionamiento
| Listas (1968)              | Posición |
| -------------------------- | -------- |
| U.S. Billboard Hot 100     | 1        |
| U.S. Billboard R&B Singles | 1        |

## Versión de Raven-Symoné
En el 2004, «Grazing in the Grass» fue grabado por la cantante-actriz estadounidense Raven-Symoné.

### Información
Fue lanzado como primer sencillo de su tercer álbum de estudio This Is My Time. La canción formó parte de la banda sonora de la película The Lion King 1½.

### Video
En el video musical se ve a Raven bailando y cantando en el set para el director del video y el personal del mismo, también se muestran escenas de la película. La dirección de arte corrió a cargo de Gabor Norman.

### Posicionamiento
| Listas (2004)          | Posición |
| ---------------------- | -------- |
| Radio Disney           | 1        |
| UK Singles Chart       | 7        |
| Brasil Top 200 Singles | 100      |

### Créditos y personal
- Compositores: Harry Elston, Philemon Hou.[14]
- Productor: Robbie Buchanan.[14]
- Mezcla: Nathaniel Kunkel.[14]